# Partido Comunista da Estónia (1990)
O Partido Comunista da Estónia (plataforma PCUS) ou EKP-NLKP (em estónio: Eestimaa Kommunistlik Partei) é um partido político comunista pró-soviético fundado na Estónia em março 1990 após a cisão no Partido Comunista da Estónia original que teve lugar no XX Congresso do EKP. 

## História

### Criação
O EKP Plataforma PCUS foi fundado como resposta à decisão tomada nesse XX Congresso de se separar o EKP do PCUS. Imediatamente, os congressistas pró-soviéticos abandonaram o Congresso e organizaram o seu próprio Congresso em 26 de março de 1990, no qual foi eleito o seu próprio Comité Central, dirigido pelo Primeiro Secretário, Aleksandr Gusev. 
O Partido foi percebido como a negativa da população russa residente na Estónia à própria independência estoniana. Porém, a diferença do que aconteceu com a cisão do Partido Comunista da Letónia, a fratura do EKP não envolvia na realidade razões étnicas; e os pró-soviéticos também não conseguiram controlar a maioria dos membros do partido após a cisão 
Em 20 de junho de 1990 , o partido adotou o nome de Partido Comunista da Estónia, sob o qual foi celebrado o XXI Congresso do Partido a finais de ano. O novo partido contava como próprios os vinte congressos anteriores. Nesse Congresso, o estoniano Lembit Annus foi eleito novo Secretário Primeiro, o que significou o início de uma época de menor confrontação com a outra parte, maioritária, da cisão: o Partido Laborista Democrático da Estónia. Até, em 1991, Annus expressou a vontade do seu partido de fazer parte de um governo em coalizão. 
O Partido promoveu um referendo paralelo ao referendo oficial sobre a independência da Estónia. A pergunta desse referendo foi: "Quer você que a Estónia soberana continue a fazer parte da URSS?". O referendo foi celebrado nas cidades de Kohtla-Järve, Sillamäe e Narva. Apenas foram publicados os resultados da cidade de Sillamäe, com uma participação de 83% e um voto positivo de 89%. A diferença do referendo oficial, o proposto pelo Partido Comunista da Estónia permitia o voto a toda a população residente, o que incluía cidadania de origem russa e inclusive as tropas soviéticas .

### Ilegalização
Posteriormente, o partido apoiou a tentativa de golpe de Estado na União Soviética em 1991 contra Mikhail Gorbatchiov, motivo pelo qual foi ilegalizado pelo governo estoniano em 22 de agosto de 1991 . Naquele momento, o secretário do partido era Pavel Panfilov. 
Embora a ilegalização, um pequeno grupo de membros continuou a fazer parte do Partido, que se integrou inicialmente na organização União de Partidos Comunistas (SKP-KPSS), mas quando essa organização sofreu uma fratura em 2001, os estonianos aderiram ao Partido Comunista da União Soviética de Oleg Shenin